# Carrer Major (Darnius)
El carrer Major de Darnius (Alt Empordà) és un conjunt històric inclòs en l'Inventari del Patrimoni Arquitectònic de Catalunya, així com diverses cases del carrer.
Les cases són de dues o tres crugies perpendiculars al carrer, amb planta baixa i dos pisos i coberta a dues aigües. Les crugies estan cobertes per voltes de pedra grassa o de maó. L'escala és interior i està recolzada en la paret mitgera a prop de la façana principal a les cases de dues crugies, i a la meitat de la central en les de tres crugies. Algunes cases presenten golfes de diferents formes i dimensions. Les obertures estan emmarcades amb pedres ben tallades i els balcons presenten baranes de ferro forjat.
Aquest carrer esdevé l'eix vertebrador de tot d'urbanisme, i durant molts anys ha condicionat el creixement de la població.

## Casa al número 1
Casa cantonera de grans dimensions, de planta rectangular, i teulat a dos vessants. Aquest edifici consta de planta baixa, pis i golfes, amb una façana arremolinada que es troba en força mal estat. Del parament original, no es pot veure res, però a la façana del carrer Major es conserven les obertures amb els carreus que les emmarquen. També la porta d'accés conserva els carreus originals inclosa la llinda amb una inscripció, de la qual es pot apreciar la data 1609 i el nom del propietari: MIQUEL BRU - NET Y PUIG.

## Ajuntament de Darnius
L'Ajuntament està situat al número 3 del carrer Major, en una casa construïda al segle xvii. No es coneixen els propietaris ni les vicissituds, però va ser adquirida pel municipi l'any 1897 amb una col·lecta popular.
L'edifici és de planta rectangular amb planta baixa, dos pisos i golfes. La planta baixa té quatre crugies perpendiculars al carrer. La crugia de llevant està dividida en quatre parts: la primera, mirant a tramuntana, coberta per una volta grassa; un pati interior constitueix el segon espai; finalment dues voltes de maó disposades perpendicularment. Les altres tres crugies presenten voltes de maó. L'accés a les plantes pis està situat al fons de la segona crugia de ponent. A la façana els dos pisos s'obren amb grans balconades .més grosses les de la primera planta- que disposen de baranes de ferro forjat. Són interessants les pintures que decoren el sostre del que avui és el Saló de Plens.

## Hotel de Santa Anna
Situat al número 5 del carrer Major, és un edifici de planta rectangular que disposa de planta baixa, dos pisos i golfes. La planta baixa té cinc obertures que es repeteixen als pisos superiors. El primer i segon pis s'obren a ponent mitjançant cinc grans balcons amb llindes i baranes de ferro forjat. Per la seva banda les golfes disposen de cinc grups d'obertures (amb tres cadascun d'ells). La coberta és a dues aigües. El parament del mur combina la pedra sense desbastar (primer i segon pis) amb l'arrebossat (planta baixa i golfes). Amb tot, l'element més característic de la construcció és una gran torre quadrada amb una triple arcada -columnes i arcs de mig punt- a cada costat. La seva coberta és a quatre vessants. Amb aquesta emergència, l'hotel esdevé una de les construccions més destacades de tot el poble de Darnius.

## Casa al número 6
Casa entre mitgera de planta rectangular que consta de planta baixa, pis i golfes. La coberta és a dos vessants. L'estructura de la casa respon a una tipologia força corrent que es pot datar del segle xviii. Els murs de pedra han estat arrebossats deixant-se al descobert els emmarcaments de portes i finestres fets amb carreus de pedra ben escairats. Les finestres presenten uns emmarcaments molt corrents a base de llinda horitzontal i un ampit que sobresurt en la seva part inferior. La porta d'entrada està formada per un arc rebaixat, adovellat. Al primer pis alternant-se amb dues petites finestres s'obren dues finestres més grans que donen a dos balcons individuals. La teulada a dues aigües presenta un ràfec força marcat. A la banda esquerra de la casa hi ha una porta d'entrada, rematada per una petita barana de pedra semicircular a través de la qual s'accedeix a l'entrada lateral de la casa.

## Ca l'Araba
La casa situada en el número 13 és una casa de planta baixa, pis i golfes i es troba entre mitgeres. És una casa amb dues façanes, una de les quals arrebossades i amb obertures rectangulars modernes. L'altra façana té la porta d'accés en arc de mig punt i una finestra al primer pis carreuada i amb balcó. Aquesta façana manté el pedruscall, i els carreus a les cantonades.

## Casa al número 17
Edifici entre mitgeres de planta rectangular i coberta a dos vessants. És un edifici que ha patit moltes transformacions, fet que es pot veure per l'arrebossat de la façana o per les obertures dels dos pisos superiors. Tot i això hi ha un element que dona fe de l'antiguitat de l'immoble. Es tracta de la porta d'accés de la planta baixa, una porta en arc rebaixat amb carreus de grans dimensions molt ben escairats, i amb la dovella clau amb la data inscrita 1683.

## Can Gorgot
L'edifici situat al número 24 és una casa de planta rectangular amb planta baixa i dues plantes pisos i coberta a dues aigües suportada per cairats de fusta. En planta baixa hi ha dues crugies orientades a llevant. La de tramuntana, que conté l'escala d'accés a la planta pis, està coberta per cairats de fusta i la de migdia està dividida en quatre estances cobertes per voltes de llençol de maó, tot això suportat per parets de pedra. L'accés a l'interior es produeix per la façana de llevant de la crugia de migdia. Les obertures i arestes estan resseguides amb pedres ben tallades. Sobresurt la seva gran porta forana i les balconades i finestrals, que plegats contribueixen a atorgar una fisonomia preeminent i noble a aquest casal.

## Rectoria de Darnius
La rectoria es troba al número 26 del carrer Major. Antigament l'edifici es trobava als afores del nucli primitiu de Darnius; avui, tot i trobar-se encerclat per altres construccions el seu potent volum segueix destacant-se urbanísticament en la cruïlla de dos carrers. La construcció és un gran casal del segle xix, fet en pedra sense desbastar i arrebossada. Les finestres s'han treballat amb carreus de grans dimensions i ampits molt destacats sobre la resta del parament. Té una planta quadrada i coberta a dos vessants. Dues crugies paral·leles a la façana sustentades per cairats de fusta divideixen l'espai interior. Cal destacar, per acabar, que una de les habitacions està pintada amb temes marians.

## Casa al número 30
Edifici entre mitgeres de planta baixa i dos pisos i amb coberta a dos vessants. Hi ha dos elements que ens criden l'atenció a primer cop d'ull; que aquesta casa té dues portes d'accés i que les obertures estan desordenades horitzontalment. El motiu és perquè antigament això eren dues cases però que després es va convertir en una de sola. Aquesta casa ha estat restaurada recentment, i s'ha arrebossat la façana, fet que no permet veure el parament original, exceptuant les obertures que sí que es veuen els carreus originals. Algunes d'aquestes tenen inscripcions, com la finestra de reduïdes dimensions del primer pis que té la inscripció AVE MARIA. L'altre element destacat són les dues escultures que es troben entre el primer i el segon pis. Són dos àngels que porten a les mans una llàntia d'encens.

## Casa al número 34
Casa de planta baixa i primer pis a la que s'accedeix a través d'una gran porta amb arc de mig punt carreuada amb carreus irregulars. A la mateixa planta baixa una gran finestra ens mostra a la seva llinda la data 1704. El primer pis compta amb tres obertures carreuades la central de les quals amb un balcó.

## Ca l'Olano
Casa situada al número 40 és de planta quadrada amb dos pisos i coberta a dues aigües. La planta baixa presenta quatre voltes d'aresta de maó suportades per un pilar de pedra situat al bell mig de l'estança. L'escala es disposa en la volta de sud-est. L'accés des del carrer es produeix per la façana de tramuntana. Posteriorment s'hi afegiren dues crugies, una a migdia que sobresortia del cos anterior per la banda de ponent i una segona que acaba de tancar el cos original pel costat oest fins al carrer. Aquestes darreres crugies estan cobertes per volta de maó. El gran casal té murs arrebossats a excepció del perímetre de portes i finestres, en el qual s'aprecien pedres ben tallades i escairades, com la llinda de la porta d'accés amb la data 1711 inscrita. Notem que el cos de ponent presenta una major alçada que la resta de l'edifici, fins al punt que s'endevinen traces d'una antiga torre adossada. La senzillesa de tot l'edifici es trenca un xic en el ràfec, amb la presència d'un motiu decoratiu a les dents de serra.

## Casa al número 53
Edifici entre mitgeres de planta baixa, pis i golfes i coberta a dos vessants. És una casa arremolinada i pintada en color ocre, amb les obertures carreuades, amb carreus molt ben tallats. Els pisos superiors tenen tres obertures cadascun, amb balconades de ferro forjat. La porta d'accés a l'edifici està inscrita en un arc rebaixat.

## Casa al número 59
La casa al número 59 és un edifici cantoner de planta rectangular, amb la coberta a dos vessants i planta baixa i dos pisos, amb tres obertures a cada pis, la majoria de les quals amb balcons de forja. La façana de la casa ha estat arremolinada i no es pot veure el paredat de pedra original, però a les obertures sí que s'han mantingut els carreus originals, així com a la cantonada. L'única zona a on es pot veure el parament original és a la part baixa de l'edifici on s'ha mantingut en forma d'encoixinat. L'element més destacat de tot l'edifici és un relleu que es troba entre dues de les portes d'accés a on apareix representat sant Pere Màrtir, amb la palma de màrtir, el ganivet al cap (segons com la tradició diu que el van assassinar), i amb la Bíblia a l'altra mà, ja que aquest sant es va dedicar a ensenyar la religió als laics.